# Pterobryopsis crassiuscula
Pterobryopsis crassiuscula är en bladmossart som beskrevs av Brotherus 1905. Pterobryopsis crassiuscula ingår i släktet Pterobryopsis och familjen Pterobryaceae. Inga underarter finns listade i Catalogue of Life.